# Cerritos de Cárdenas
Cerritos de Cárdenas är en småstad i kommunen Temascalcingo i delstaten Mexiko i Mexiko. Samhället hade 1 215 invånare vid folkräkningen 2020.